# Дьярмати, Иштван
Иштван Дьярмати (5 сентября 1929, Сегед — 23 октября 2002, Будапешт) — венгерский физик, создатель венгерской школы термодинамики.
После окончания гимназии (1948) поступил на химический факультет Сегеджского университета, затем перевёлся на физико–математический факультет Дебреценского университета, который закончил в 1953 г. С 1955 г. — аспирант кафедры физической химии Будапештского университета технологии и экономики. В 1958 г. защитил кандидатскую диссертацию, с 1964 г. — доцент. В 1968 г. защитил в Москве докторскую диссертацию. В 1982 г. избран в Венгерскую академию наук. С 1975 г. и до выхода на пенсию в 1994 г. работал в Центральном научно-исследовательском институте химии Венгерской академии наук.
В своей докторской диссертации и основанной на ней монографии изложил неравновесную термодинамику в терминах теории поля и сформулировал носящий его имя интегральный вариационный принцип, объединяющий принципы наименьшего рассеяния энергии и наименьшего производства энтропии, и применил этот принцип к ряду задач. Вариационный принцип Дьярмати особенно полезен в термодинамической теории жидких кристаллов, когда уравнения Онсагера выглядят весьма громоздко как в тензорной, так и в скалярной форме.
В сферу научных интересов учёного входили также вопросы интеграции кинетики химических реакций в неравновесную термодинамику. Эти его усилия остались незавершенными.